# Panorama (São Paulo)
Panorama es un municipio brasileño del estado de São Paulo. Se localiza a una latitud 21º21'21" sur y a una longitud 51º51'36" oeste, estando a uma altitud de 276 m s. n. m. Su población estimada en 2007 era de 13.944 habitantes.
El municipio está bañado por el río Paraná y posee una superficie de 353,1 km².

## Clima
El clima de Panorama puede ser clasificado como clima tropical de sabana (Aw), de acuerdo con la clasificación climática de Köppen.

## Demografía
Dados do Censo - 2000
Población Total: 13.649
- Urbana: 12.665
- Rural: 984
- Hombres: 6.959
- Mujeres: 6.690

Densidad demográfica (hab./km²): 38,65
Mortalidad infantil (por mil): 14,30
Expectativa de vida (años): 72,07
Tasa de fecundidad (hijos por mujer): 2,99
Tasa de Alfabetización: 88,20%
Índice de Desarrollo Humano Municipal (IDH-M): 0,783
- IDH-M Renta: 0,715
- IDH-M Longevidad: 0,785
- IDH-M Educación: 0,849

## Religión
El Cristianismo está presente en la ciudad de la siguiente manera:

### Iglesia Católica
La iglesia católica del municipio forma parte de la Diócesis de Marília.

### Iglesia Protestante
En la ciudad están presentes las más diversas creencias evangélicas, principalmente pentecostales, incluidas las Asambleas de Dios de Brasil (la iglesia evangélica más grande del país), Congregación Cristiana, entre otras. Estas denominaciones están creciendo cada vez más en todo Brasil.